# 魔王學校裡只有我是勇者！？
《魔王學校裡只有我是勇者!?》（魔王学校に俺だけ勇者!?）是由夏綠撰寫、由朱シオ插畫的日本輕小說作品，由HJ文庫出版發行。中文版由東立出版社代理發行。

## 故事簡介
東京南方有兩座小島，島上分別是培養在黑暗世界中活躍的魔王的麻櫻中學，與培養貫徹正義的勇者的聖傳說中學。祖先是日本神話英雄的遊佐英雄，原本打算和好友天竺弗利特一起升學到聖雷集恩德中學，卻在入學當日搭錯船，讓英雄與弗利特分別參加了麻櫻中學與聖傳說中學的入學考。
勇者家系出身，從小接受勇者英才教育的英雄，麻櫻中學的入學考成績很糟，但因為當年的男考生都因為不明理由失去資格，最後只有英雄和另一名男學生考上。陰錯陽差考進麻櫻中學的英雄，不斷遭受其他想靠打倒勇者提升經驗值以應付魔王試驗的魔王候補襲擊，1年級就在戰鬥中度過。升上2年級後，同班同學的龍王千金龍崎流娜不用暴力手段，而是企圖用話術說服英雄，突然對他提出協助他就把世界分一半給他的邀請。被英雄回絕後，流娜卻提出「那就用我來代替半個世界吧」，並開始脫起衣服。究竟英雄是否能夠平安畢業，通過勇者試驗呢？

## 登場人物
遊佐 英雄
本作主角。日本神話英雄日本武尊後裔，從小接受英才教育，小學時就目標進入聖傳說中學，並成為勇者，但考試當天卻因為不小心搭到前往麻櫻島的船，而意外參加麻櫻中學的入學考，並進入麻櫻中學。因為勇者和魔王的價值觀相反，就魔王候選生的角度而言成績很差，本人卻希望能夠平安畢業，並於16歲時接受的勇者試驗中合格。
其他魔王候選生，為了參加魔王試驗，不斷無視禁止攜帶武器的校規，使用各種武器襲擊英雄，企圖藉由打倒勇者增加自己的試驗籌碼。英雄為了對抗襲擊，研究出在腦中想著武器的形狀，並喊出名字，就能夠變出該武器的技術「劍咒」。擅長的武器是傳家寶刀•天蛇斬，不過因為真品放在老家，平常都是靠「劍咒」變出複製品作戰。
龍崎 流娜
魔王候選生少女，父親為支配各地海洋的龍王，母親則是龍宮城城主乙姬。說話的口氣給人古代的印象。升上2年級時和英雄同班，因為幾乎沒有戰鬥能力，故採用話術方式攏絡英雄，以半個世界或自己來引誘他，卻被一口回絕。兩人於第3集中排除萬難互相告白，並成為情侶。
唯一像是魔王的地方只有屬下四天王，但成員只有2個人和1隻動物，連4人都湊不滿。
織田 志信
祖先是被稱為「第六天魔王」的戰國武將織田信長的後代的少女，並有送茶人偶跟隨。成增（東京都板橋區）出身，身穿特攻服，並無視禁止攜帶武器的校規，隨身攜帶祖先流傳下了的武器長谷部國重。雖然性格比男生還要粗魯，卻也有擅長料理等顧家的一面。
芽樽 貝爾琪
未來世界為了殲滅人類以確立機械文明而送到現代的液體金屬機器人，和魔鬼終結者2登場的T-1000一樣。外表和人類的少女相同，但身體各部份可以自由變形。沒有必要進食，不過可以把其他物質併吞成自己身體的一部分。自稱自己沒有感情，說話時都會加上「我的名字是貝爾琪」這段自我介紹。戰鬥能力高強，弱點也和T-1000一樣是冷凍後敲碎的戰法。
黑姬 莉莉子
黑心企業經營者的次女，擔任班長。擅長召喚魔法，但誤以為動物行為學者羅倫茲的「所羅門的戒指」是魔導書「所羅門的鎖骨」而隨身攜帶。個性十分陰險，常藉由橡皮擦和筆芯等小東西和別人簽使魔契約。欠缺與他人的協調性，但在第3集中為了對抗擔任學生會長的姐姐，不得不和英雄及其他魔王候選生合作。
夢野 紗希
3年級學生。流娜旗下四天王之一，真實身分是夢魔，但對異性不感興趣，對身為流娜部下感到自豪。1年前入學測驗時，為了不讓男性接近流娜，讓男性考生做春夢分心導致無法合格，所有男考生中只有英雄和四天王之一的冥土不受影響。與冥土一樣，對英雄十分嚴厲。
黃泉原 冥土
2年級學生，流娜旗下「四天王」之一，全校第一的美少年，私底下女裝擔任流娜的女僕。擁有希臘神話中登場的毒蛇九頭蛇之力的魔王後補生，碰到他雙手的人都會中毒，所以平常都戴手套隱藏起來。擅長使用毒魔法，但使用的毒對擁有正義之心的人來說等於是治療魔法，所以不但對勇者無效，還會幫勇者回復體力。
加姆
麻櫻中學後方森林中的流浪狗，快被安樂死時被流娜領養，長相恐怖的吉娃娃。雖然名字是北歐神話中登場的獵犬，但實際上並沒有魔力。因為宿舍禁止飼養寵物，故流娜用四天王的名義讓牠能夠留在宿舍。
天竺 弗利特
英雄的好友，北歐神話英雄齊格菲的後代。和英雄一起以聖傳說中學作為目標，但因為考試當天的意外，造成只有他進入聖傳說中學。但事實是因為忌妒英雄天生的勇者資質而加以陷害他。
黑姬 路西法
麻櫻中學學生會長，莉莉子的姐姐。入學沒多久，就用暴力強迫學生會成員自行退學而當上學生會長，是教職員眼中的麻煩人物，平常都把自己關在學生會室。溺愛妹妹莉莉子，把她的一舉一動都錄影保存，但莉莉子並不領情。繼承魔界支配者撒旦的力量，擁有壓倒性的魔力，一次能夠召喚1萬名士兵，並能夠讓別人10分鐘不能說話，使英雄與其他魔王候選生陷入苦戰。
明智 光乃
聖傳說中學學生，祖先為在本能寺之變殺掉織田信長的明智光秀，擅長使用火繩槍狙擊。自稱在山崎之戰中被打敗，被戲稱「三日天下」的明智光秀是替身，本尊以天海大僧正的身分奉伺德川家康，並在檯面下支配持續了300年的德川幕府。對志信發動奇襲，企圖在志信威脅他統一天下前打敗她。

## 出版書籍

### 日文版
1. 2010年11月1日初版發行 ISBN 978-4-7986-0141-0
2. 2011年3月1日初版發行 ISBN 978-4-7986-0193-9
3. 2011年7月1日初版發行 ISBN 978-4-7986-0246-2
4. 2011年11月1日初版發行 ISBN 978-4-7986-0308-7
5. 2012年2月1日初版發行 ISBN 978-4798603452
6. 2012年5月1日初版發行 ISBN 978-4-7986-0397-1
7. 2012年8月1日初版發行 ISBN 978-4-7986-0436-7
8. 2012年11月1日初版發行 ISBN 978-4-7986-0494-7
9. 2013年2月1日初版發行 ISBN 978-4-7986-0540-1
10. 2013年6月1日初版發行 ISBN 978-4-7986-0614-9

### 中文版
1. 2012年2月9日初版發行 ISBN 9789861093536
2. 2012年6月7日初版發行 ISBN 9789863171157
3. 2012年9月6日初版發行 ISBN 9789863178316
4. 2012年11月1日初版發行 ISBN 9789863242383
5. 2013年4月1日初版發行 ISBN 9789863323716
6. 2013年8月19日初版發行 ISBN 9789863371281
7. 2014年2月13日初版發行 ISBN 9789863482581
8. 2014年9月25日初版發行 ISBN 9789863659143
9. 2015年1月19日初版發行 ISBN 9789863825388

## 外部連結
- 魔王學校裡只有我是勇者!? （页面存档备份，存于） - 官方網站